# Лайтила, Пирьё
Пирьё Лайтила (фин. Pirjo Laitila; 21 декабря 1951, Хельсинки, Финляндия) — финская модель. Теле- и радиоведущая. певица
.
Победительница конкурса красоты Мисс Финляндия 1971 года. До этого работала моделью на подиумах Chanel и Nina Ricci. Занимала второе место в конкурсе Мисс Вселенная, шестое место в конкурсе Мисс Европа и четвёртое в конкурсе Мисс Скандинавия.
Вскоре после победы в конкурсе Мисс Финляндия записывалась на радио, среди прочего, песню Everything Is Different.
До своей карьеры в конкурсах П. Лайтила была известной спортсменкой по скоростному бегу на коньках со временем на 500 м — 53,9 сек., на 1500 м — 1,56,7 сек.
Была замужем. Мать четверых детей с 1976 по 1992 год.
Брат Юха Лайтила — известный артист шоу-бизнеса.